# Cornelio Caprara
Pour les articles homonymes, voir Caprara.
Cornelio Caprara (né en 1703 à Bologne et mort le 5 avril 1765 à Rome) est un cardinal italien du XVIIIe siècle.

## Biographie
Cornelio Caprara exerce diverses fonctions au sein de la Curie romaine, notamment au Tribunal suprême de la Signature apostolique et à la Rote romaine. Il est gouverneur de Rome et vice-camerlingue de la Sainte Église.
Le pape Clément XIII le crée cardinal lors du consistoire du 23 novembre 1761. 